# 李善感
李善感（1615年4月20日—1650年），字印秀，河南開封府祥符縣籍，太康縣人，清朝政治人物。

## 生平
李善感年輕時博學擅長詩賦，但一直只是諸生，到順治二年（1645年）中舉人，三年（1646年）聯捷進士，獲授平山知縣，得知教諭王某父母去世但久久未能回鄉，他就資助對方回鄉，並為其營辦喪事，調任醴陵知縣，在考察時去世，著有《四書要旨》、《繼述堂詩》在家。

## 家族
曾祖李銳，儒官；祖父李都，壽官；父李叢。

## 引用
1. 1 2  民國《太康縣志·卷十·人物傳下》：李善感，字印秀，少博學善詩辭，久困諸生，年垂暮聯捷成進士，授平山知縣，聞學諭王君喪久羈不歸，乃貲送之且致賻為營葬計，調醴陵未之任卒，所著有《四書要旨》、《繼述堂詩》藏於家。
2. 1 2  《順治三年丙戌科進士三代履歷》：李善感，曾祖銳，儒官；祖都，壽官；父叢。印秀，易三房，乙卯三月二十三日生，祥符籍太康人，乙酉四十七名，會試一百十三名，三甲八十七名，授北直平山知縣，丁亥調湖廣醴陵知縣，庚寅考察。